# کیفر (فیلم ۱۳۸۸)
کیفر سومین فیلم سینمایی حسن فتحی محصول سال ۱۳۸۸ است.
تیتراژ پایانی این فیلم را رضا یزدانی با ترانه ای با نام کیفر بر عهده داشتند.

## بازیگران
| بازیگر           | نقش                              |
| ---------------- | -------------------------------- |
| مصطفی زمانی      | سیامک دل‌آرا                      |
| امیر جعفری       | جمال فابریک / ابی بن‌بست          |
| هانیه توسلی      | مهسا گل انگبین                   |
| مریلا زارعی      | سپیده                            |
| انوشیروان ارجمند | پدر سیامک                        |
| مینا جعفرزاده    | مادر سیامک                       |
| کیانوش گرامی     | نعمت (برادر سپیده)               |
| جمشید شاه‌محمدی   | مشایخ                            |
| سینا رازانی      | عزت (برادر سپیده)                |
| هومن برق‌نورد     | برزو دل‌آرا                       |
| جمشید هاشم‌پور    | اسمال چارلی                      |
| امیرحسین فتحی    | کمال لانکاستر (نوچه اسمال چارلی) |

## دست اندر کاران
- طراح چهره‌پردازی: سعید ملکان
- طراح صحنه و لباس: آتوسا قلمفرسایی
- صدابردار: عباس رستگارپور

## جزئیات
- ژانر: تریلر، نوآر، جنایی
- رنگ: رنگی
- صدا: Stereo
- لوکیشن: تهران

## خلاصه فیلم
برزو در آستانه اعدام قرار دارد همسرش و پسرش و برادرش و دوستش تلاش می‌کنند تا پول دیه را تهیه کنند. پول تهیه می‌شود، اما در شب قبل از اعدام افرادی به خانواده مقتول سه برابر دیه را می‌دهند تا رضایت ندهند، برزو اعدام می‌شود و برادرش به دنبال دلیل آن می‌گردد ولی با حقایق تلخی مواجه می‌شود…

## کاندیدا و جوایز
- جایزه بهترین فیلم از چهارمین جشن انجمن منتقدان و نویسندگان سینمای ایران
- کاندیدای بهترین بازیگر نقش اول مرد برای مصطفی زمانی از چهارمین جشن انجمن منتقدان و نویسندگان سینمای ایران
- کاندیدای بهترین کارگردانی از چهارمین جشن انجمن منتقدان و نویسندگان سینمای ایران
- کاندیدای بهترین فیلمنامه از چهارمین جشن انجمن منتقدان و نویسندگان سینمای ایران[۲]